# Супруненко Олександр Іванович
Олекса́ндр Іва́нович Супруне́нко (нар. 31 січня 1971, м. Київ) — український політик, народний депутат України VI та VIII скликань. Уперше був обраний депутатом за списками Партії регіонів, вдруге як безпартійний самовисуванець по мажоритарному округу № 216, однак у парламенті увійшов до складу депутатської групи «Воля народу». Колишній депутат Київської міської ради від мажоритарного округу № 8.

## Біографія
- Червень 1990 — квітень 1992 — служба в армії.
- Квітень — вересень 1992 — шофер, 14-й спортклуб армії м. Києва.
- Вересень — грудень 1992 — оператор АЗС, МП «Віра».
- Грудень 1992 — червень 1994 — заступник генерального директора, ТОВ «Бар'єр».
- Січень 1995 — лютий 1999 — менеджер, ТОВ «С. А. К. Конекшн».
- Лютий 1999 — грудень 2001 — консультант з маркетингу, юрист-консультант, ПП «Константа-С».
- Січень 2002 — березень 2003 — генеральний директор, ТОВ «Рентекс».
- Квітень — грудень 2003 — директор, ТОВ «Мірадем».
- Грудень 2003 — грудень 2005 — генеральний директор, ТОВ «Рентекс».
- З грудня 2005 — директор, ТОВ «Юридичний центр „Еквітас“».
- З січня 2006 — директор ТОВ «Правозахисник»

Олександр Супруненко є співвласником «Асвіо-банку».

## Освіта
- Київський будівельний технікум транспортного будівництва (1990).
- Національна академія внутрішніх справ України (2002), спеціальність: юрист.

## Сім'я
Дружина — Олена Леонідівна (1973); доньки — Олександра (2000) та Лія (2002), син Іван (2009)

## Політична діяльність
Депутат Київської міської ради (04.2006-11.2007), безпартійний, член фракції «Блок Леоніда Черновецького».
Був заступником голови Печерської районної організації ХЛПУ.
Народний депутат України VI скликання, обраний за списками Партії регіонів. Працював у Комітеті з питань правосуддя. У листопаді 2011-го вийшов з лав Партії регіонів, однак залишився членом її фракції в парламенті.
10 серпня 2012 року у другому читанні проголосував за Закон України «Про засади державної мовної політики».
У травні 2014 року на виборах до місцевих органів влади у Києві був обраний депутатом Київської міської ради від округу № 8.
На позачергових парламентських виборах до Верховної Ради у жовтні 2014 року був обраний народним депутатом України по мажоритарному округу № 216. У вересні 2017-го увійшов до складу депутатської групи «Воля народу».

## Законотворча діяльність
Супруненко вніс 33 законопроєкти, в тому числі:
- про внесення змін до Бюджетного кодексу України (щодо справедливого розподілу бюджетних коштів для потреб столиці України — міста Києва).
- про внесення змін до Податкового кодексу України (щодо транспортного податку).
- про повернення на доопрацювання проєкту Закону України про внесення зміни до Закону України «Про судоустрій та статус суддів» про удосконалення процедури обрання на посаду судді вперше
- про вшанування учасників антитерористичної операції, які загинули на Сході України.
- про внесення змін до Митного кодексу України (щодо врегулювання транзиту та тимчасового ввезення транспортних засобів особистого користування).
- про внесення змін до Закону України «Про статус і соціальний захист громадян, які постраждали внаслідок Чорнобильської катастрофи» (щодо виплати грошової компенсації на харчування дітей).
- про внесення змін до Конституції України (в частині скасування депутатської недоторканності).
- про внесення змін до Земельного кодексу України та деяких законодавчих актів України щодо забезпечення гарантій реалізації учасниками бойових дій та осіб, прирівняних до них, в тому числі учасниками антитерористичної операції, Революції Гідності та їх сім'ями пільг на одержання земельних ділянок, а також припинення корупційних зловживань у сфері розпорядження землями державної та комунальної власності.
- про внесення змін до Закону України «Про статус і соціальний захист громадян, які постраждали внаслідок Чорнобильської катастрофи» (щодо соціального захисту постраждалих осіб)[6].

## Скандали
У лютому 2017 року Генеральний прокурор України Юрій Луценко звинуватив Супруненка у несплаті податків на 60 млн гривень. У свою чергу депутат зазначив, що за результатами повноцінної перевірки його доходів була встановлена сума донарахування — 6 тис. грн, яка відразу ж була сплачена до бюджету, а саме кримінальне провадження проти нього було закрито Генпрокуратурою у квітні того ж року.